# Scranton (Pennsylvania)

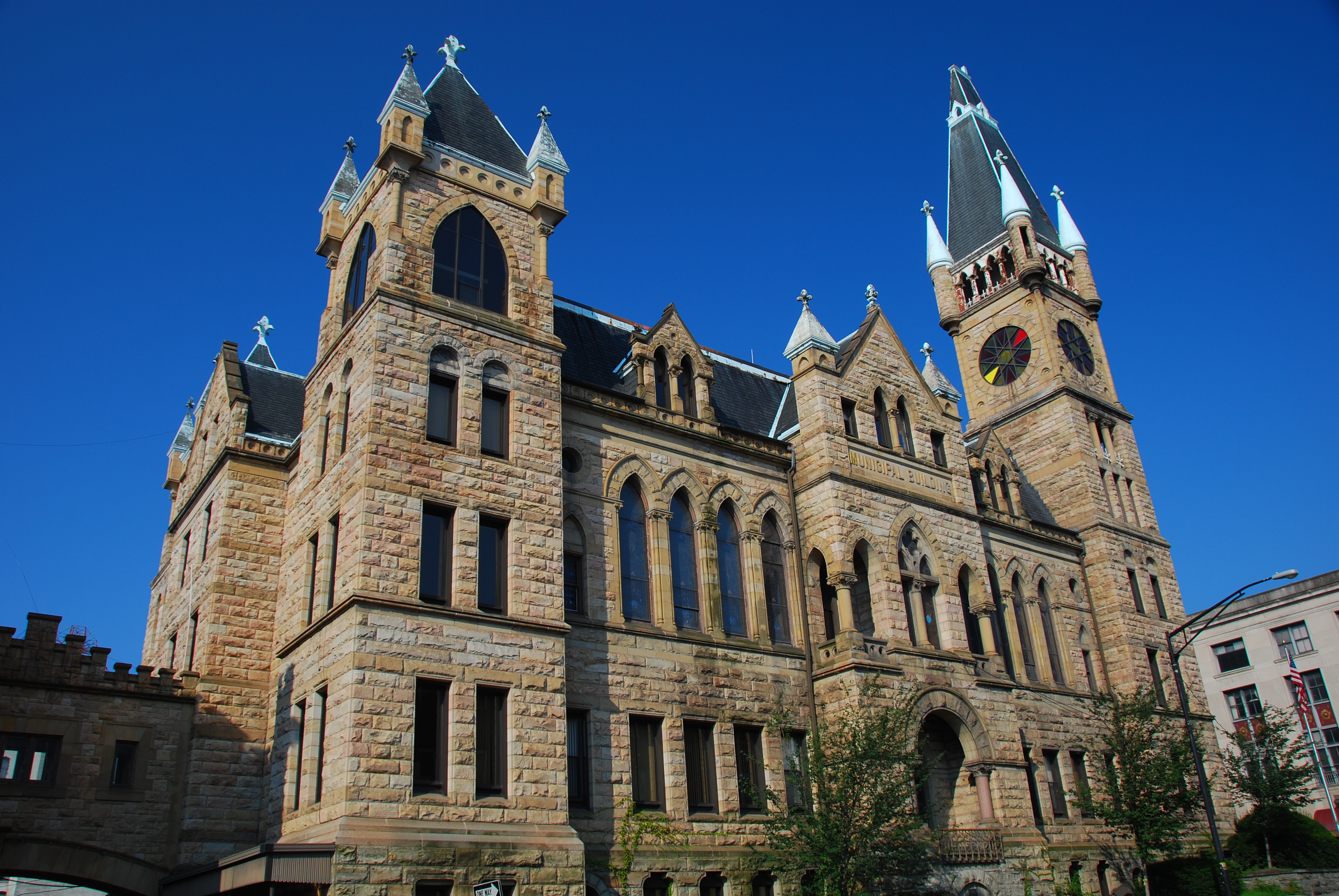
Scranton City Hall

Scranton ist eine City im Nordosten des US-Bundesstaates Pennsylvania im Lackawanna County. Die Stadt hat auf einer Fläche von 65,9 km² 76.328 Einwohner (Stand 2020). Scranton besitzt einen Flugplatz, den Scranton Municipal Airport.
Die Stadt ist County Seat des Lackawanna County und die größte Stadt in einem Anthrazitkohleabbaugebiet. Scranton erhielt die Stadtrechte am 23. April 1866.

## Geschichte
Scranton ist ein typischer Vertreter der Städte im sogenannten Rust Belt, den früh industrialisierten Städten im Hinterland der amerikanischen Ostküste, die vom Niedergang der Stahlindustrie im 20. Jahrhundert besonders schwer getroffen wurden.
Die Stadt entwickelte sich als bedeutender Eisenbahnknotenpunkt für die Kohletransporte. Wegen der Verfügbarkeit von Kohle und zudem wegen der guten Anbindung an die Eisenbahn erlebte Scranton ab Mitte des 19. Jahrhunderts verschiedene Ansiedlungen von Fabriken.
Als erste Stadt in den USA verfügte Scranton über eine elektrische Straßenbahn. Der Höhepunkt der Bevölkerungsentwicklung wurde in den 1930er Jahren erreicht, seitdem hat sich die Zahl der Einwohner halbiert.
Scranton Army Ammunition Plant ist eine der wenigen verbliebenen Fabriken Scrantons, die noch in den alten Gebäuden produziert. Die Munitionsfabrik produziert seit 1951 im alten Reparaturwerk der Delaware, Lackawanna and Western Railroad, welches Ende der 1940er geschlossen wurde.
Scranton hatte 2012 mit 9,2 % die höchste Arbeitslosigkeit in Pennsylvania, so dass die zum Teil für eine wesentlich größere Bevölkerung ausgelegte Infrastruktur Kosten verursacht, welche das schrumpfende Steueraufkommen der Gemeinde nicht mehr abdecken kann. Im Juli 2012 erklärte der Bürgermeister, dass in den Kassen der Gemeinde nur noch 5000 $ vorhanden seien, und reduzierte einseitig die Gehälter aller Mitarbeiter, einschließlich seines eigenen auf den gesetzlichen Mindestlohn von 7,50 $/h. Gewerkschaften des öffentlichen Dienstes reichten unverzüglich Klagen ein.
Der Bekanntheitsgrad der Stadt erhöhte sich stark seit der Ausstrahlung der Serie The Office, die in Scranton spielt.
1888 wurde die jesuitische University of Scranton gegründet.

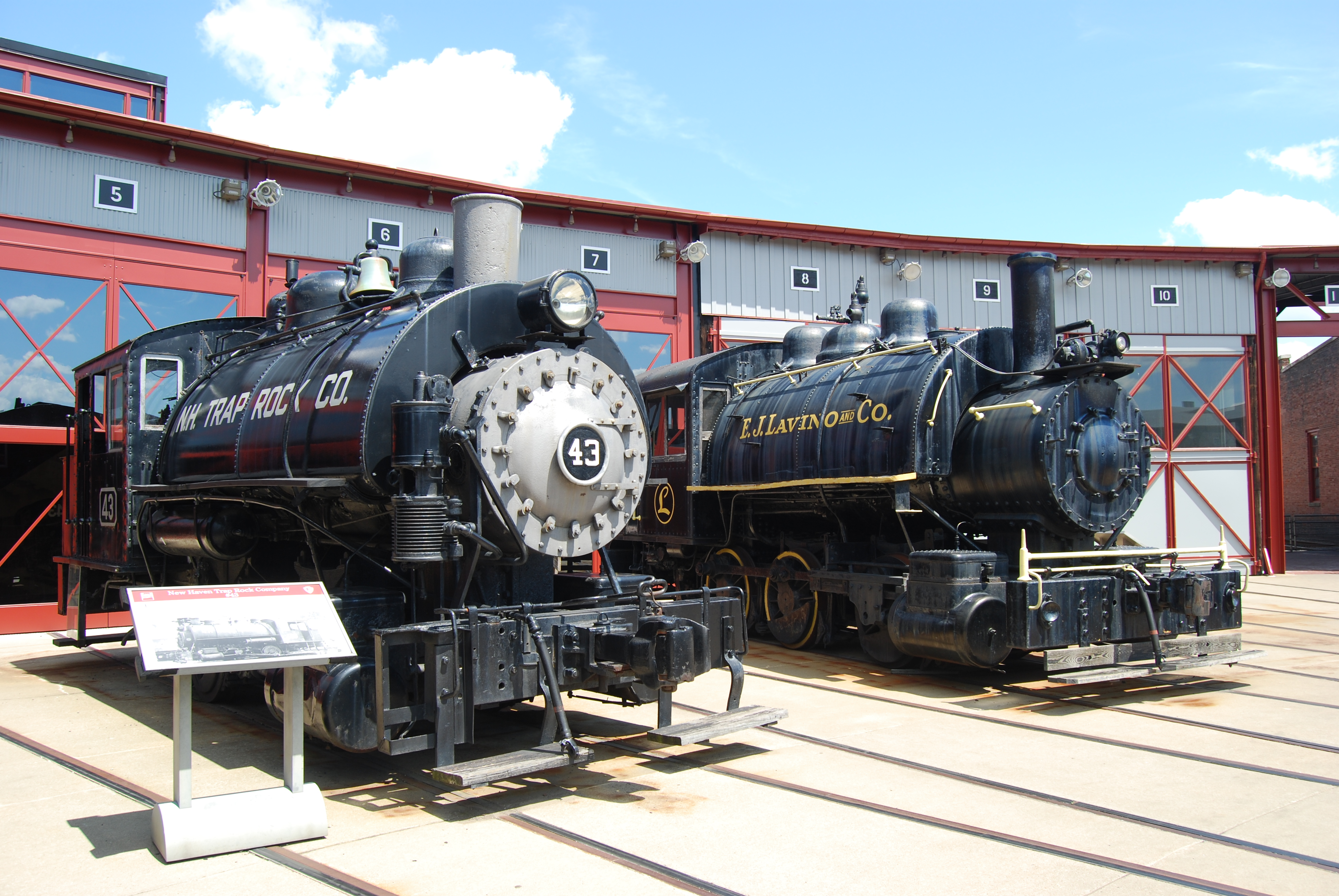
Zwei Lokomotiven vor einem Lokschuppen in Steamtown, das seit Oktober 1986 im NRHP eingetragen ist.

33 Bauwerke und Stätten in Scranton sind im National Register of Historic Places (NRHP) eingetragen (Stand 29. September 2020), wobei das Terence V. Powderly House den Status eines National Historic Landmarks hat und Steamtown den einer National Historic Site.
In Scranton liegt die namensgebende Zweigniederlassung des fiktiven Großhandelsunternehmens für Papier und Bürobedarf Dunder Mifflin Paper Company in der US-amerikanischen TV-Serie The Office.

## Demografie
Nach einer Schätzung von 2019 leben in Scranton 76.653 Menschen. Die Bevölkerung teilt sich im selben Jahr auf in 83,1 % Weiße, 5,9 % Afroamerikaner, 0,1 % amerikanische Ureinwohner, 4,7 % Asiaten, 0,1 % Ozeanier und 4,4 % mit zwei oder mehr Ethnizitäten. Hispanics oder Latinos aller Ethnien machten 14,8 % der Bevölkerung aus. Das mittlere Haushaltseinkommen lag bei 40.608 US-Dollar und die Armutsquote bei 23,2 %.
| Jahr | Einwohner¹ |
| ---- | ---------- |
| 1950 | 125.536    |
| 1960 | 111.443    |
| 1970 | 103.564    |
| 1980 | 88.117     |
| 1990 | 81.805     |
| 2000 | 76.415     |
| 2010 | 76.089     |
| 2020 | 76.328     |

¹ 1950–2020: Volkszählungsergebnisse

## Partnerstädte
| Stadt            |  | Land     | seit |
| ---------------- |  | -------- | ---- |
| Ballina          |  | Irland   |      |
| Trnava           |  | Slowakei |      |
| Guardia Lombardi |  | Italien  |      |
| Balakowo         |  | Russland |      |

## Söhne und Töchter der Stadt
- William P. Burnham (1860–1930), Generalmajor der United States Army
- Gerald Patrick O’Hara (1895–1963), römisch-katholischer Geistlicher, Diplomat des Heiligen Stuhls
- Patrick Aloysius O’Boyle (1896–1987), römisch-katholischer Geistlicher, Erzbischof von Washington
- Henry Theophilus Klonowski (1898–1977), römisch-katholischer Geistlicher, Weihbischof in Scranton
- Harry M. Leonard (1900–1985), Tonmeister
- Martin John O’Connor (1900–1986), römisch-katholischer Geistlicher, Weihbischof in Scranton, Rektor des Päpstlichen Nordamerika-Kollegs und erster Präsident der Päpstlichen Kommission für die sozialen Kommunikationsmittel
- Russ Morgan (1904–1969), Bandleader, Pianist, Posaunist und Komponist
- Jane Jacobs (1916–2006), Aktivistin und Publizistin zu städtebaulichen Themen
- Lizabeth Scott (1922–2015), Schauspielerin
- Joseph Anthony Ferrario (1926–2003), römisch-katholischer Geistlicher, Bischof von Honolulu
- James Clifford Timlin (1927–2023), römisch-katholischer Geistlicher, Bischof von Scranton
- Byrne Piven (1929–2002), Regisseur und Schauspieler
- Frank Carlucci (1930–2018), Politiker der Republikanischen Partei
- Frank Manley (1930–2009), Hochschullehrer, Lyriker, Dramatiker und Erzähler
- Joseph M. McDade (1931–2017), Politiker der Republikanischen Partei
- John Martin Dougherty (1932–2022), katholischer Geistlicher, Weihbischof in Scranton
- Teddy Mayer (1935–2009), Motorsport-Manager
- Carmen J. Cavezza (* 1937), Generalleutnant der United States Army
- Jason Anthony Miller (1939–2001), Schauspieler
- Joe Biden (* 1942), 46. Präsident der Vereinigten Staaten von Amerika, Vizepräsident der Vereinigten Staaten von Amerika und ehemaliger US-Senator für Delaware (Demokratische Partei)
- William Kotzwinkle (* 1943), Schriftsteller
- Bob Degen (* 1944), Pianist und Komponist des Modern Jazz
- Robert B. Reich (* 1946), Politikwissenschaftler und Ökonom
- Robert Charles Morlino (1946–2018), römisch-katholischer Geistlicher und Bischof von Madison
- Judith McGrath (* 1952), Medienmanagerin
- James J. Clauss (* 1953), Gräzist
- Michael Patrick King (* 1954), Fernsehproduzent, Drehbuchautor und Regisseur
- Bob Casey (* 1960), Politiker der Demokratischen Partei, US-Senator für Pennsylvania
- Mike Munchak (* 1960), American-Football-Spieler und -Trainer
- Mike J. Dunleavy (* 1961), Politiker
- Mark Weinberger (* 1961), Steuerberater, ehemaliger Chairman und CEO von Ernst & Young (EY)
- Jeffrey Walsh (* 1965), römisch-katholischer Geistlicher, Bischof von Gaylord
- Moppa Elliott (* 1978), Jazzmusiker
- Stephen Karam (* um 1980), Dramatiker, Drehbuchautor
- Chris Cerulli (* 1986), Sänger
- Adam Rippon (* 1989), Eiskunstläufer